# Wendy Jans
Wendy Jans (née le 14 juin 1983 à Brée, Belgique) est une joueuse professionnelle belge de snooker.

## Biographie
Née le 14 juin 1983 à Brée en Belgique, Wendy Jans pratique le snooker,. Après un premier titre de championne de Belgique en 1998, elle remporte des titres sur la scène internationale, quatorze titres de championne d'Europe, et huit titres mondiaux, son premier en 2006 puis six titres consécutifs de 2012 à 2017. En 2017, elle est présente dans les nommées au titre de sportive de l'année, titre décerné par l'association professionnelle belge des journalistes sportifs, récompense finalement obtenue par Nafi Thiam.

## Carrière
Wendy Jans a gagné de multiples titres nationaux, européens et mondiaux de snooker féminin :
- 17 fois le championnat de Belgique BBSA[7] - entre 1998 et 2019[8],[9]
- 14 fois le championnat d'Europe EBSA[10] - dont 6 consécutifs de 2013 à 2018[11]
- 8 fois le championnat du monde[12] - dont 6 consécutifs de 2012 à 2017[4]

Elle a également pris part aux championnats ouverts de 2010, jouant contre des hommes et a perdu 1–3 contre Simon Bedford au premier tour.
Wendy Jans et Ng On-yee étaient les deux seules compétitrices aux championnats mondiaux mixtes de 2017 (qui ont eu lieu à Wrocław), sachant que Wendy Jans a perdu 1–3 contre Declan Brennans lors de son premier match.
Elle est aujourd'hui responsable du club de snooker de Neerpelt. 
Son meilleur break est de 136.

## Palmarès sur le circuit féminin
| Légende | Catégorie                      | Titres                         | Finales                        |
|         | Tournois classés               | 1                              | 5                              |
|         | Tournois non classés           | 0                              | 0                              |
|         | Tournois en équipes            | 0                              | 1                              |
|         | Tournois amateurs (monde)      | 9                              | 5                              |
|         | Tournois amateurs (Europe)     | 14                             | 8                              |
|         | Tournois amateurs (Belgique)   | 17                             | 2                              |
| Gras    | Tournois de la triple couronne | Tournois de la triple couronne | Tournois de la triple couronne |

### Titres
| Année | Nom du tournoi                    | Lieu                | Finaliste                | Score |
| 2003  | Open d'Écosse                     | Edimbourg           | Maria Catalano           | 4-1   |
| 2004  | Championnat d'Europe amateur      | Völkermarkt         | Reanne Evans             | 5-3   |
| 2005  | Championnat d'Europe amateur (2)  | Ostrów Wielkopolski | Katie Henrick            | 5-3   |
| 2006  | Championnat du monde amateur      | Amman               | Jaique Ip Wan-in         | 5-0   |
| 2006  | Championnat d'Europe amateur (3)  | Constanța           | Isabelle Jonckheere      | 5-0   |
| 2009  | Championnat d'Europe amateur (4)  | Duffel              | Anna Mazhirina           | 5-0   |
| 2010  | Championnat d'Europe amateur (5)  | Bucarest            | Diana Stateczny          | 5-3   |
| 2011  | Championnat d'Europe amateur (6)  | Sofia               | Tatjana Vasiljeva        | 5-1   |
| 2012  | Championnat du monde amateur (2)  | Sofia               | Ng On-yee                | 5-1   |
| 2013  | Championnat du monde amateur (3)  | Daugavpils          | Shi Chunxia              | 5-3   |
| 2013  | Championnat d'Europe amateur (7)  | Zielona Góra        | Anastasia Nechaeva       | 5-1   |
| 2014  | Championnat du monde amateur (4)  | Bangalore           | Anastasia Nechaeva       | 5-2   |
| 2014  | Championnat d'Europe amateur (8)  | Sofia               | Anastasia Nechaeva       | 5-0   |
| 2015  | Championnat du monde amateur (5)  | Hurghada            | Anastasia Nechaeva       | 5-1   |
| 2015  | Championnat d'Europe amateur (9)  | Prague              | Daria Sirotina           | 5-0   |
| 2016  | Championnat du monde amateur (6)  | Doha                | Amee Kamani              | 5-0   |
| 2016  | Championnat d'Europe amateur (10) | Vilnius             | Daria Sirotina           | 5-4   |
| 2017  | Championnat du monde amateur (7)  | Doha                | Waratthanun Sukritthanes | 5-2   |
| 2017  | Championnat d'Europe amateur (11) | Shengjin            | Anna Prysazhnuka         | 5-1   |
| 2018  | Championnat d'Europe amateur (12) | Bucarest            | Cathy Dehaene            | 4-0   |
| 2021  | Championnat du monde amateur (8)  | Doha                | Mink Nutcharut           | 4-1   |
| 2021  | Championnat d'Europe amateur (13) | Albufeira           | Jamie Hunter             | 4-1   |
| 2022  | Championnat du monde amateur (9)  | Antalya             | Vidya Pillai             | 4-3   |
| 2022  | Championnat d'Europe amateur (14) | Shengjin            | Diana Stateczny          | 4-1   |

### Finales perdues
| Année | Nom du tournoi                                            | Lieu          | Vainqueur                | Score |
| 1999  | Open de Belgique                                          | Bruges        | Kelly Fisher             | 0-4   |
| 1999  | Championnat d'Europe amateur                              | Enschede      | Kelly Fisher             | 2-5   |
| 2000  | Championnat d'Europe amateur (2)                          | Stirling      | Kelly Fisher             | 0-5   |
| 2001  | Championnat d'Europe amateur (3)                          | Riga          | Kelly Fisher             | 3-5   |
| 2002  | Open du pays de Galles                                    | Cardiff       | Kelly Fisher             | 0-4   |
| 2002  | Championnat du Royaume-Uni                                | York          | Kelly Fisher             | 1-4   |
| 2002  | Championnat d'Europe amateur (4)                          | Kalisz        | Kelly Fisher             | 0-5   |
| 2003  | Championnat du monde amateur                              | Jiangmen      | Kelly Fisher             | 2-5   |
| 2003  | Championnat d'Europe amateur (5)                          | Bad Wildungen | Kelly Fisher             | 4-5   |
| 2004  | Championnat du monde amateur (2)                          | Veldhoven     | Reanne Evans             | 1-5   |
| 2007  | Championnat du monde amateur (3)                          | Korat         | Reanne Evans             | 0-5   |
| 2007  | Championnat d'Europe amateur (6)                          | Carlow        | Reanne Evans             | 2-5   |
| 2008  | Championnat du monde amateur (4)                          | Wels          | Reanne Evans             | 3-5   |
| 2012  | Championnat d'Europe amateur (7)                          | Daugavpils    | Tatjana Vasiljeva        | 4-5   |
| 2014  | Championnat du monde par équipes mixtes avec Jamie Clarke |               | Ben Woollaston Yana Shut | 0-3   |
| 2018  | Championnat du monde amateur (5)                          | Rangoun       | Waratthanun Sukritthanes | 2-5   |
| 2022  | Championnat du monde                                      | Sheffield     | Mink Nutcharut           | 5-6   |
| 2023  | Open de Belgique (2)                                      | Bruges        | Mink Nutcharut           | 1-4   |
| 2023  | Championnat d'Europe amateur (8)                          | Albena        | Anna Prysazhnuka         | 3-4   |

### Championnat de Belgique amateur
| Résultat  | Année | Adversaire             | Score | Ref.   |
| --------- | ----- | ---------------------- | ----- | ------ |
| Gagnante  | 1998  | Valerie Van Bellinghen | 4–2   | [ 8 ]  |
| Finaliste | 1999  | Valerie Van Bellinghen | 1–4   | [ 8 ]  |
| Gagnante  | 2000  | Valerie Van Bellinghen | 4–1   | [ 8 ]  |
| Gagnante  | 2001  | Valerie Van Bellinghen | 4–1   | [ 8 ]  |
| Gagnante  | 2002  | Candide Binon          | 4–2   | [ 8 ]  |
| Gagnante  | 2003  | Isabelle Jonckheere    | 4–0   | [ 8 ]  |
| Gagnante  | 2004  | Candide Binon          | 4–2   | [ 8 ]  |
| Gagnante  | 2008  | Candide Binon          | 4–0   | [ 8 ]  |
| Gagnante  | 2009  | Isabelle Jonckheere    | 4–1   | [ 8 ]  |
| Gagnante  | 2010  | Isabelle Jonckheere    | 4–0   | [ 8 ]  |
| Finaliste | 2011  | Isabelle Jonckheere    | 0–4   | [ 8 ]  |
| Gagnante  | 2012  | Cathy Dehaene          | 4–3   | ,      |
| Gagnante  | 2013  | Cathy Dehaene          | 4–1   | [ 8 ]  |
| Gagnante  | 2014  | Cathy Dehaene          | 4–0   | ,      |
| Gagnante  | 2015  | Émilie Demeester       | 4–0   | [ 8 ]  |
| Gagnante  | 2016  | Cathy Dehaene          | 4–0   | ,      |
| Gagnante  | 2017  | Iris Moyens            | 4–0   | [ 19 ] |
| Gagnante  | 2018  | Melissa Eens           | 4–0   | [ 20 ] |
| Gagnante  | 2019  | Cathy Dehaene          | 4–0   | [ 9 ]  |